# Max Carey
Maximillian George Carnarius, conosciuto come Max George Carey (Terre Haute, 11 gennaio 1890 – Miami, 30 maggio 1976), è stato un giocatore di baseball e allenatore di baseball statunitense di ruolo esterno che ha giocato nella Major League Baseball (MLB). È stato introdotto nella National Baseball Hall of Fame nel 1961.

## Carriera
Carey giocò nella Major League Baseball per i Pittsburgh Pirates dal 1910 al 1926 e per i Brooklyn Robins dal 1926 al 1929. Fu inoltre il manager di Brooklyn nel 1932 e 1933. Carey fu una stella dei Pirates, contribuendo alla vittoria delle World Series del 1925. Durante i suoi venti anni di carriera, guidò la lega in basi rubate per dieci volte, terminando con un totale di 738, un record della National League che resistette fino al 1974 e che è ancora il nono risultato di tutti i tempi della major league.

## Palmarès
- World Series: 1

Pittsburgh Pirates: 1925
- Leader della National League in basi rubate: 10

1913, 1915–1918, 1920, 1922–1925